# S·劳伦斯·齐普尔斯基
斯蒂芬·劳伦斯·齐普尔斯基（英語：Stephen Lawrence Zipursky，1955年1月9日—），美国神经生物学家。自1985年在加州大学洛杉矶分校组建实验室以来，齐普尔斯基致力于研究那些引导神经元连成通路的基因。他的团队利用黑腹果蝇做模式生物，鉴定了DSCAM（唐氏综合征细胞黏附分子）基因，由于选择性剪接，它产生的蛋白质具有高度多样性。这种多样性成为神经细胞的标识，同一类的细胞就会避免连接。齐普尔斯基的研究有助于人们理解神经系统混乱的原因。
齐普尔斯基生长于加拿大，1977年获欧柏林学院化学学士学位，1981年获阿尔伯特·爱因斯坦医学院分子生物学博士学位。之后在加州理工学院西摩·本泽指导下做博士后研究。1985年起任加州大学洛杉矶分校教授，1991年起任霍华德·休斯医学研究所研究员。1998年获选为美国文理科学院院士。2009年被选为美国国家科学院院士。2015年获路易莎·格罗斯·霍维茨奖。